# إيان ريتشاردسون
إيان ريتشاردسون (بالإنجليزية: Ian Richardson)‏ هو لاعب كرة قدم بريطاني في مركز الهجوم، ولد في 9 مايو 1964 في إيلي في المملكة المتحدة. لعب مع سكونثورب يونايتد ونادي بلاكبول ونادي تشستر سيتي ونادي روذرهام يونايتد ونادي واتفورد.